# Grofgevlekte pedaalmot
De grofgevlekte pedaalmot (Argyresthia fundella) is een vlinder uit de familie van de pedaalmotten (Argyresthiidae). De wetenschappelijke naam van de soort werd in 1835 gepubliceerd door Fischer von Röslerstamm.